# Википедија на италијанском језику
Википедија на италијанском језику (итал. Wikipedia in italiano) је верзија Википедије на италијанском језику, слободне енциклопедије, која данас има 1.920.020 чланака и заузима на листи Википедија 5. место.